# Вагри

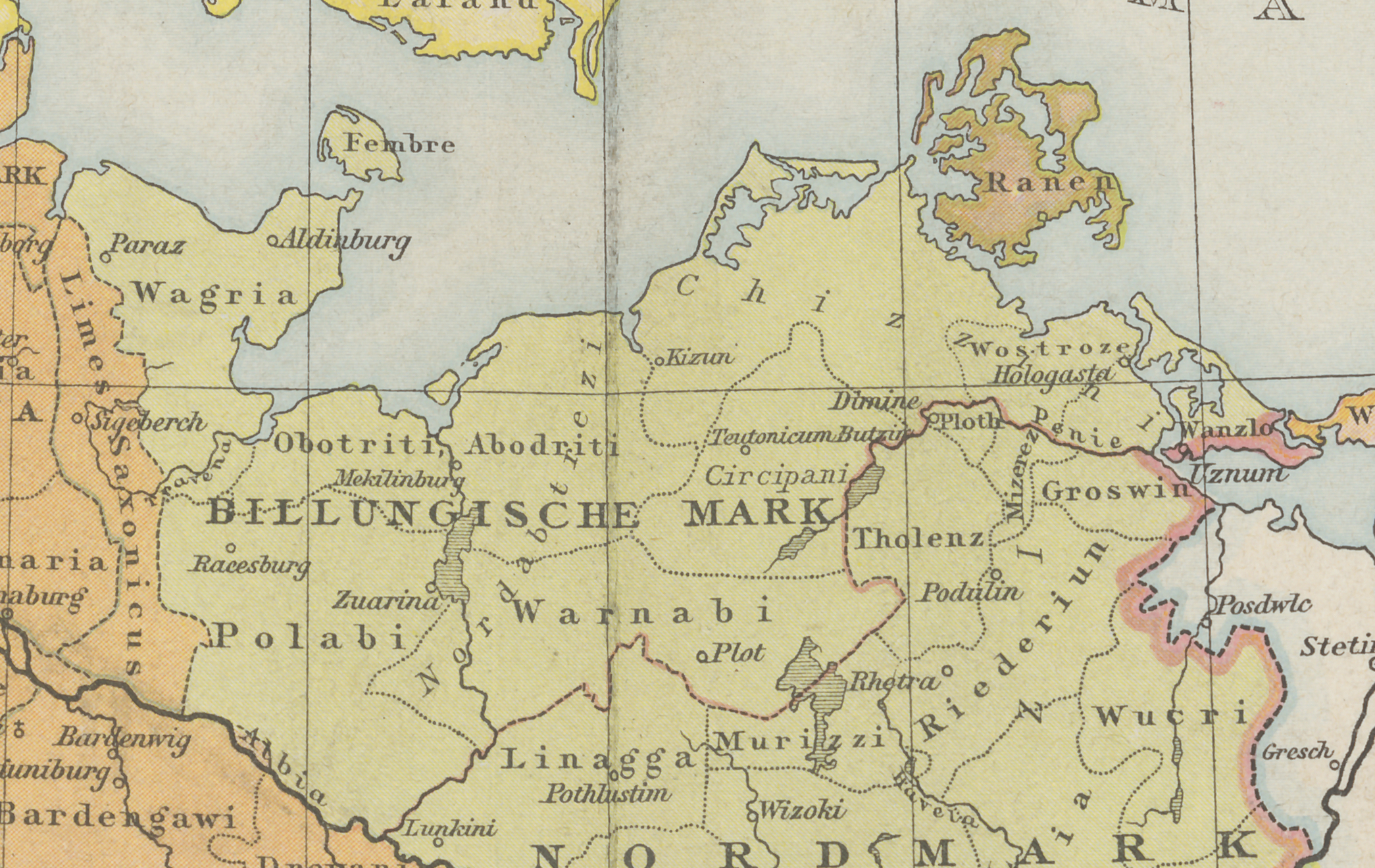
Мапа Вагрії

Ва́гри — західнослов'янське плем'я, що мешкало на півострові Вагрія. Одне із полабських племен. Вагри були найвіддаленішим плем'ям Ободрицького союзу. Їхні землі, що були заселені в VII столітті, сьогодні належать Німеччині, а саме Шлезвіг-Гольштейн.
Публій Корнелій Тацит писав, що на узбережжі Балтійського моря мешкають Анґли (Anglii), а поруч з ними — Варни (Varini). Їх же вказують інші античні і середньовічні автори: Варіни (Varinnae) у Плінія Старшого, Варни (Varni) у Прокопія Кесарійського, Вари (Waari, Wari) у Відукінда Корвейського, Ваари (Waari) у Саксонського Анналіста, Вари (Wari) у Тітмара Мерзебурзького. У німецькій традиції вони іменувалися Ваґри нім. Wagrier. І вже у хроніста Адама Бременського — як «Вагри» (Waigri).
Головним містом вагрів був Старигард (Староград), пізніше перейменований в Ольденбург, де знаходився княжий двір та капище. На початку X століття вагрів підкорив Оттон I і хрестив їх, проте залишив місцевих князів. В Старграді в 968 році було створене єпископство, але в ході повстань 983 і 990 років вагри знищили його та скинули ярмо германців. Коли вагри знову потрапили під вплив германців, то підняли успішне повстання в 1066 році і були незалежними близько ста років. За князя Круко, вони до 1090 року навіть перейняли верховенство у союзі ободритів. На узбережжі Балтійського моря вагри вважались піратами, нарівні із вікінгами, були відомі своїми нападами на данські острови.
У 1138-1139 роках землі вагрів були розорені і підпорядковані саксами з північної Ельби. Герцог Генріх Лев передав Вагрію Адольфу II Гольштейнському, який з 1143 року почав заселяти південну і середню Вагрію німецькими та голландськими поселенцями. Північні землі навколо Лютенбургу і Старграду залишались за ваграми. Врешті нащадки вагрів онімечились їх столицю назвали Ольденбургом, ставши часткою німецької землі.